# Jason Isaacs
Jason Michael Isaacs (ur. 6 czerwca 1963 w Liverpoolu) – brytyjski aktor filmowy, teatralny i telewizyjny.

## Życiorys

### Wczesne lata
Urodził się w Liverpoolu w rodzinie żydowskiej jako trzecie z czworga dzieci Sheili i Erika Isaaca. Ma trzech braci: lekarza, adwokata i księgowego. Początkowo zdecydował się na studiowanie prawa w Bristol University, by nie porzucić rodzinnej tradycji nauki na „porządnych” kierunkach. Już w trakcie studiów zainteresował się jednak aktorstwem. Swoje talenty rozwijał w prestiżowej Central School of Speech and Drama w Londynie. Po skończeniu szkoły Jason Isaacs występował zarówno na deskach londyńskich teatrów, jak i w telewizji.

### Kariera
Jego debiut filmowy miał miejsce w roku 1989, kiedy to w komedii romantycznej Mela Smitha Dryblas (The Tall Guy) jako podrzędny lekarz wypowiedział zaledwie kilka zdań. Przez dwa sezony występował jako Chas Ewell w angielskim serialu telewizyjnym ITV Capital City (1989–90), opowiadającym o świecie finansów. Grał w teatrze w sztuce Anioły w Ameryce w Royal National Theatre w 1993 roku.
Dzięki roli charyzmatycznego gracza w karty Charlesa Becka w komedii romantycznej Passionada (2003), Isaacs zyskał uznanie krytyków, którzy porównali go do “młodego Cary Granta”. Jednak za ekranie stał się specjalistą od ról czarnych charakterów. W widowiskowym filmie kostiumowym Rolanda Emmericha Patriota (2000) wcielił się w postać pułkownika Tavingtona, zaciętego wroga Benjamina Martina (Mel Gibson). W ekranizacji powieści Jamesa Barriego Piotruś Pan (2003) zagrał kapitana Haka. Z kolei w sadze o czarodzieju Harrym Potterze wystąpił w roli śmierciożercy Lucjusza Malfoya.
Za kreację Marka Brydona – brytyjskiego ambasadora w Stanach Zjednoczonych w miniserialu BBC State Within (2006) został nominowany do Złotego Globu w kategorii „Najlepszy aktor w miniserialu albo filmie telewizyjnym”. Popularność w USA zdobył dzięki roli Michaela Caffee’a, irlandzkiego gangstera, który musi stawić czoło wpływowemu politykowi, a prywatnie swojemu bratu, w kryminalnym serialu stacji Showtime Braterstwo (2006–2008). W serialu Przebudzenie (Awake, 2012) zagrał Michaela Brittena. Isaacs jest również producentem tego serialu.

## Życie prywatne
W 1988 poślubił Emmę Hewitt. Mają dwie córki: Lily (ur. 23 marca 2002) i Ruby (ur. 26 sierpnia 2005).

## Filmografia
| Rok  | Tytuł                                                                                    | Rola                        |
| ---- | ---------------------------------------------------------------------------------------- | --------------------------- |
| 1989 | Dryblas (The Tall Guy)                                                                   | Lekarz                      |
| 1991 | Eye Contact                                                                              | Michael Lewis               |
| 1993 | Anioły w Ameryce                                                                         |                             |
| 1994 | Zakupy 'crash and carry' (Shopping)                                                      | Market Trader               |
| 1995 | A Relative Stranger                                                                      | Peter Fraiman               |
| 1995 | Szósty zmysł (Solitaire for 2)                                                           | Harry                       |
| 1995 | Loved Up                                                                                 | Dez 2                       |
| 1996 | Guardians                                                                                | Jim Reid                    |
| 1996 | Ostatni smok (DragonHeart)                                                               | Lord Felton                 |
| 1997 | The Fix                                                                                  | Tony Kay                    |
| 1997 | Ukryty wymiar (Event Horizon)                                                            | D.J.                        |
| 1998 | Gra słów (Divorcing Jack)                                                                | Cow Pat Keegan              |
| 1998 | Wszystko z miłości (St. Ives)                                                            | Alain                       |
| 1998 | Armageddon                                                                               | Doktor Ronald Quincy        |
| 1998 | Galaktyczny wojownik (Soldier)                                                           | Pułkownik Mekum             |
| 1999 | Spal swój telefon (Burn Your Phone)                                                      | Zabójca                     |
| 1999 | Koniec romansu (The End of the Affair)                                                   | Ojciec Richard Smythe       |
| 2000 | Dar widzenia (The Sight)                                                                 | Duch                        |
| 2000 | Patriota (The Patriot)                                                                   | Pułkownik William Tavington |
| 2001 | The Tag                                                                                  | Robert                      |
| 2001 | Ostatnia chwila (The Last Minute)                                                        | Percy                       |
| 2001 | Hotel                                                                                    | Aktor australijski          |
| 2001 | Helikopter w ogniu (Black Hawk Down)                                                     | Kapitan Mike Steele         |
| 2001 | Słodki listopad (Sweet November)                                                         | Chaz Watley                 |
| 2002 | Resident Evil                                                                            | Dr William Birkin           |
| 2002 | Szyfry wojny (Windtalkers)                                                               | Major Mellitz               |
| 2002 | High Times Potluck                                                                       | Arneau                      |
| 2002 | Passionada                                                                               | Charles Beck                |
| 2002 | Harry Potter i Komnata Tajemnic (Harry Potter and the Chamber of Secrets)                | Lucjusz Malfoy              |
| 2002 | Smoking (The Tuxedo)                                                                     | Clark Devlin                |
| 2003 | Piotruś Pan (Peter Pan)                                                                  | Kapitan Hak                 |
| 2004 | Wiek namiętności (Nouvelle-France)                                                       | Generał Wolfe               |
| 2005 | Harry Potter i Czara Ognia (Harry Potter and the Goblet of Fire)                         | Lucjusz Malfoy              |
| 2005 | Elektra                                                                                  | DeMarco                     |
| 2005 | Dziewięć kobiet (Nine Lives)                                                             | Damian                      |
| 2005 | Gra o wszystko (Tennis, Anyone...?)                                                      | Johnny Green                |
| 2005 | Miłego dnia (The Chumscrubber)                                                           | Pan Parker                  |
| 2006 | Przyjaciele z kasą (Friends with Money)                                                  | David                       |
| 2007 | Harry Potter i Zakon Feniksa (Harry Potter and the Order of the Phoenix)                 | Lucjusz Malfoy              |
| 2008 | The Curse of Steptoe                                                                     | Harry H Corbett             |
| 2008 | Pałacowa intryga (La conjura de El Escorial)                                             | Antonio Pérez               |
| 2008 | Dobry człowiek (Good)                                                                    | Maurice                     |
| 2009 | Harry Potter i Książę Półkrwi (Harry Potter and the Half-Blood Prince)                   | Lucjusz Malfoy              |
| 2010 | Skeletons                                                                                | Pułkownik                   |
| 2010 | Pleading Guilty                                                                          | Mack                        |
| 2010 | Harry Potter i Insygnia Śmierci: Część I (Harry Potter and the Deathly Hallows: Part 1)  | Lucjusz Malfoy              |
| 2010 | Green Zone                                                                               | Major Briggs                |
| 2011 | Porwanie (Abduction)                                                                     | Kevin                       |
| 2011 | Harry Potter i Insygnia Śmierci: Część II (Harry Potter and the Deathly Hallows: Part 2) | Lucjusz Malfoy              |
| 2011 | Man with the Football                                                                    |                             |
| 2013 | The Surgeon General                                                                      | Dr John Sherman             |
| 2013 | Sweetwater                                                                               | Prorok Josiah               |
| 2013 | Czysty strzał (A Single Shot)                                                            | Waylon                      |
| 2014 | Rio, I Love You (Rio, Eu Te Amo)                                                         | 'Gringo’ „Texas”            |
| 2014 | Dawn                                                                                     | Dawson                      |
| 2014 | John Wick                                                                                | David                       |
| 2014 | Furia (Fury)                                                                             | Kapitan Waggoner            |
| 2014 | Field of Lost Shoes                                                                      | John C. Breckinridge        |
| 2014 | After the Fall                                                                           | Frank McTiernan             |
| 2015 | Lithgow Saint                                                                            | Lithgow Saint               |
| 2015 | Sztokholm w Pensylwanii (Stockholm, Pennsylvania)                                        | Benjamin McKay              |
| 2016 | Moje wakacje z rudym (Red Dog: True Blue)                                                | Michael Carter              |
| 2016 | Lekarstwo na życie (A Cure for Wellness)                                                 | Volmer                      |
| 2016 | Boss (The Infiltrator)                                                                   | Mark Jackowski              |
| 2017 | Śmierć Stalina (The Death of Stalin)                                                     | Feldmarszałek Żukow         |
| 2018 | Oblicze mroku (Look Away)                                                                | Dan                         |
| 2018 | Hotel Mumbaj (Hotel Mumbai)                                                              | Vasili                      |
| 2018 | Pola Londynu (London Fields)                                                             | Mark Asprey                 |
| 2020 | Spinning Gold                                                                            | Al Bogatz                   |
| 2021 | Mass                                                                                     | Jay                         |
| 2021 | Dr. Bird’s Advice for Sad Poets                                                          | Carl                        |

## Seriale
- 1987–2000: Sprawy inspektora Morse’a jako doktor Desmond Collier
- 1988: This Is David Lander jako dr Guy Chadbot
- 1989: Capital City jako Chas Ewell
- 1992: Nieśmiertelny jako Zachary Blaine
- 1992: Civvies jako Frank Dillon
- 1995: Dangerous Lady jako Michael Ryan
- 1998: Ostatni don II jako ojciec Luca Tonarini
- 1999 do 2006: Prezydencki poker jako Colin Ayres
- 2004–2011: Ekipa jako Fredrick „Freddy” Lyme
- 2006–2008: Stan wyjątkowy jako sir Mark Brydon
- 2006–2008: Braterstwo jako Michael Caffee
- 2011: Case Histories jako Jackson Brodie
- 2012: Przebudzenie (Awake) jako Michael Britten
- 2014: Dziecko Rosemary (Rosemary’s Baby) jako Roman Castevet
- 2016: The OA jako dr Hunter Hap
- 2017: Star Trek: Discovery jako Gabriel Lorca
- 2021: Sex Education jako Peter Groff
- 2023: W tłumie jako Jack Lamb
- 2025: Biały Lotos jako Timothy Ratliff

## Producent
- 2008: Dobry człowiek (Good) jako Maurice

- 2012: Przebudzenie (Awake) jako Michael Britten

## Głosy
- 1994: Beneath a Steel Sky jako Ken
- 2002: Harry Potter i Komnata Tajemnic jako Bazyliszek
- 2005: Awatar: Legenda Aanga jako Zhao
- 2005: Spartan: Total Warrior jako Sejanus
- 2010: Castlevania: Lords of Shadow jako Szatan
- 2011: El Shaddai: Ascension of the Metatron jako Lucyfer

## We własnej osobie
- 2000: The Art of War jako on sam
- 2001: Sweet November: From the Heart jako on sam
- 2002: The Essence of Combat: Making 'Black Hawk Down' jako on sam
- 2005: Happy Birthday Peter Pan jako on sam
- 2006: He Who Must Not Be Named jako on sam
- 2006: The Making of 'Event Horizon' jako on sam
- 2011: 50 Greatest Harry Potter Moments  jako on sam

## Nagrody
- Nagroda Satelita 2011 Case Histories